# باتريسيا سيلفستر
باتريسيا سيلفستر هي منافسة ألعاب القوى غرينادية، ولدت في 3 فبراير 1983 في سانت جورجز في غرينادا.

## وصلات خارجية
- باتريسيا سيلفستر على موقع الاتحاد الدولي لألعاب القوى (الإنجليزية)
- باتريسيا سيلفستر على موقع اللجنة الأولمبية الدولية (الإنجليزية)
- باتريسيا سيلفستر على موقع أوليمبيديا (الإنجليزية)